# Diamantová liga 2015
Samsung Diamantová liga 2015 byla šestá série atletických závodů Diamantové ligy.

## Kalendář
| Datum            | Mítink                     | Město      | Výsledek | Oficiální web                                   |
| ---------------- | -------------------------- | ---------- | -------- | ----------------------------------------------- |
| 15.5.2015        | Doha Diamond League        | Dauhá      | Výsledky | Zde Archivováno 13. 6. 2011 na Wayback Machine. |
| 17.5.2015        | Shanghai Golden Grand Prix | Šanghaj    | Výsledky | Zde Archivováno 4. 7. 2013 na Wayback Machine.  |
| 29. – 30.5. 2015 | Prefontaine Classic        | Eugene     | Výsledky | Zde Archivováno 11. 7. 2015 na Wayback Machine. |
| 4.6.2015         | Golden Gala                | Řím        | Výsledky | Zde Archivováno 11. 7. 2015 na Wayback Machine. |
| 7.6.2015         | British Grand Prix         | Birmingham | Výsledky | Zde Archivováno 12. 7. 2011 na Wayback Machine. |
| 11.6.2015        | Bislett Games              | Oslo       | Výsledky | Zde Archivováno 7. 7. 2013 na Wayback Machine.  |
| 13.6.2015        | Adidas Grand Prix          | New York   | Výsledky | Zde Archivováno 16. 6. 2013 na Wayback Machine. |
| 4.7.2015         | Meeting de Paris           | Paříž      | Výsledky | Zde Archivováno 27. 7. 2013 na Wayback Machine. |
| 9.7.2015         | Athletissima               | Lausanne   | Výsledky | Zde Archivováno 5. 12. 2013 na Wayback Machine. |
| 17.7.2015        | Meeting Herculis           | Monako     | Výsledky | Zde Archivováno 15. 6. 2013 na Wayback Machine. |
| 25. – 26.7.2015  | London Grand Prix          | Londýn     | Výsledky | Zde Archivováno 31. 7. 2013 na Wayback Machine. |
| 30.7.2015        | Bauhaus-Galan              | Stockholm  | Výsledky | Zde Archivováno 21. 7. 2013 na Wayback Machine. |
| 3.9.2015         | Weltklasse Zürich          | Curych     | Výsledky | Zde                                             |
| 11.9.2015        | Memoriál Van Dammeho       | Brusel     | Výsledky | Zde Archivováno 29. 6. 2013 na Wayback Machine. |

## Vítězové
| Muži                              | Muži                 | Muži    |
| --------------------------------- | -------------------- | ------- |
| Běh na 100 metrů                  | Justin Gatlin        | 20 bodů |
| Běh na 200 metrů                  | Alonso Edward        | 16 bodů |
| Běh na 400 metrů                  | Kirani James         | 14 bodů |
| Běh na 800 metrů                  | Nijel Amos           | 16 bodů |
| Běh na 1500 metrů / 1 míle        | Asbel Kipruto Kiprop | 17 bodů |
| Běh na 3000 metrů / Běh na 5000 m | Yomif Kejelcha       | 14 bodů |
| Běh na 110 metrů překážek         | David Oliver         | 16 bodů |
| Běh na 400 metrů překážek         | Bershawn Jackson     | 18 bodů |
| Běh na 3000 metrů překážek        | Jairus Birech        | 20 bodů |
| Skok daleký                       | Greg Rutherford      | 21 bodů |
| Trojskok                          | Christian Taylor     | 22 bodů |
| Skok do výšky                     | Mutaz Essa Baršim    | 20 bodů |
| Skok o tyči                       | Renaud Lavillenie    | 21 bodů |
| Vrh koulí                         | Joe Kovacs           | 16 bodů |
| Hod diskem                        | Piotr Małachowski    | 21 bodů |
| Hod oštěpem                       | Tero Pitkämäki       | 17 bodů |

| Ženy                              | Ženy                          | Ženy    |
| --------------------------------- | ----------------------------- | ------- |
| Běh na 100 metrů                  | Shelly-Ann Fraserová-Pryceová | 20 bodů |
| Běh na 200 metrů                  | Allyson Felixová              | 14 bodů |
| Běh na 400 metrů                  | Francena McCororyová          | 20 bodů |
| Běh na 800 metrů                  | Eunice Jepkoech Sumová        | 24 bodů |
| Běh na 1500 metrů                 | Sifan Hassanová               | 18 bodů |
| Běh na 3000 metrů / Běh na 5000 m | Genzebe Dibabaová             | 16 bodů |
| Běh na 100 metrů překážek         | Dawn Harperová                | 18 bodů |
| Běh na 400 metrů překážek         | Zuzana Hejnová                | 22 bodů |
| Běh na 3000 metrů překážek        | Virginia Nyambura             | 15 bodů |
| Skok daleký                       | Tianna Bartolettaová          | 20 bodů |
| Trojskok                          | Caterine Ibargüenová          | 28 bodů |
| Skok do výšky                     | Ruth Beitiaová                | 14 bodů |
| Skok o tyči                       | Nikoléta Kiriakopoúlou        | 24 bodů |
| Vrh koulí                         | Christina Schwanitzová        | 26 bodů |
| Hod diskem                        | Sandra Perkovićová            | 30 bodů |
| Hod oštěpem                       | Barbora Špotáková             | 19 bodů |